# Балликаллейн холт
Балликаллейн холт — железнодорожная станция, открытая 1 августа 1906 года и обеспечивающая транспортной связью деревню Балликаллейн в графстве Уэксфорд, Республика Ирландия. Это необорудованный остановочный пункт с одной платформой.